# Orosz–svéd háború (1741–43)

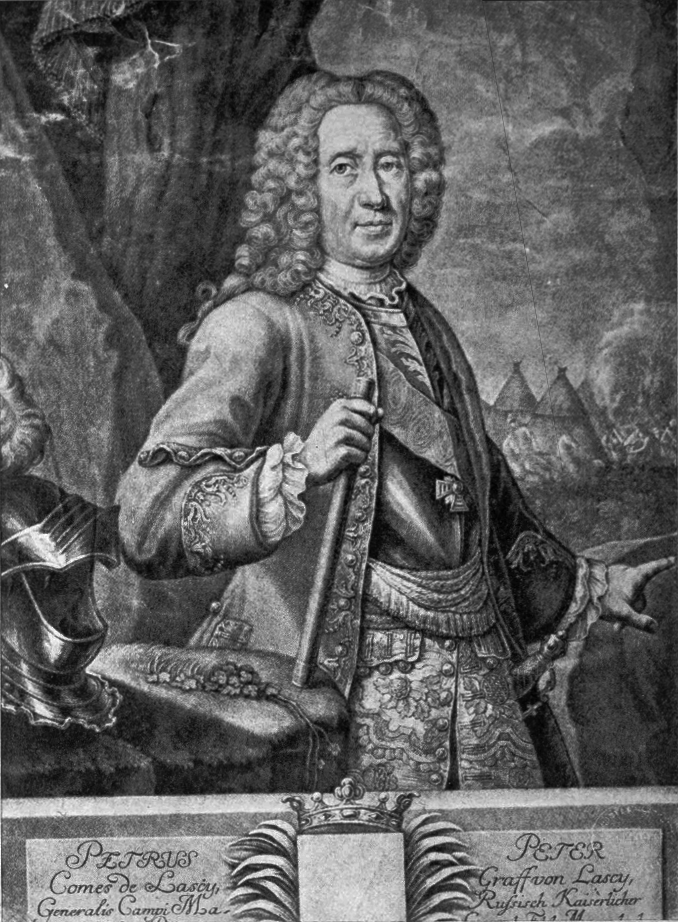
Peter von Lacy

Az 1741-1743 között zajló orosz–svéd háború (svédül: hattarnas ryska krig, a Kalap-párt orosz háborúja) Svédország és az Orosz Birodalom között zajló katonai konfliktus volt, melyben Svédország megpróbálta visszaszerezni a Nagy északi háborúban elvesztett területeit, Franciaország pedig a svédek támogatásával megpróbálta lekötni Oroszországot az ekkor indult osztrák örökösödési háborúban. A háború orosz területi nyereséggel zárult.

## Előzmények
Az 1738-39-es svédországi országgyűlésben a Kalap-párt (az arisztokrácia és tisztek támogatta politikai párt, mely nevét az általuk viselt háromszögletű kalapról kapta, és szemben állt a polgárok és papok Sapka-pártjával) került többségbe. A párt sürgette, hogy szerezzék vissza az Északi háborút lezáró 1721-es nystadi békében Oroszországnak juttatott balti területeket. Ebben a törekvésükben 1740-től, az osztrák örökösödési háború kitörésétől támogatta őket Franciaország is, hogy megelőzze Ausztria régi szövetségese, az Orosz Birodalom beavatkozását. Franciaország már korábban, 1738-ban barátsági szerződést kötöttek a svédekkel és évente 300 ezer tallér támogatást nyújtottak nekik. Svédországot az is felbátorította, hogy Anna cárnő 1740-es halála után az alig két hónapos VI. Ivánt koronázták cárrá, akinek régenssé megtett anyja, Anna Leopoldovna maga sem foglalkozott sokat a politikával. Svéd és francia diplomaták felvették a kapcsolatot Jelizaveta Petrovnával, I. Péter lányával és támogatásukról biztosították egy esetleg államcsíny megszervezésében, ha utána visszaadja az elvett svéd területeket. A svéd nagykövet megpróbált a megállapodásról egy írásos dokumentumot is kikényszeríteni Jelizavetából, amit azonban ő megtagadott.
1739 decemberében Svédország és Törökország védelmi szövetséget kötött, ami azonban csak harmadik hatalom agressziója esetén volt érvényes. 1740 nyarán a finnországi svéd erők főparancsnokát, a támadást ellenző Carl Cronstedt tábornokot leváltották és helyére Charles Emil Lewenhaupt került. 1741 elején csapatokat vezényeltek Finnországba és a határmenti szigetekhez rendeltek két flottát, egy nyílt vízit (10 sorhajó, 4 fregatt) Tomas von Rajalin és egy sekély vízit (20 evezős gálya) Abraham Falkengren admirálisok parancsnoksága alatt. Állomásozás közben a flottánál járvány tört ki, amely hosszú időre lehetetlenné tette a hajók mozgását.
1741. július 28-án a stockholmi orosz követnek átnyújtották a hadüzenetet. A háború okaként Oroszország beavatkozásait jelölték meg a svéd belügyekbe, azt hogy a cár megtiltotta a kenyér svédországi kivitelét, valamint Malcolm Sinclair svéd diplomáciai futár meggyilkolását.

## Harci cselekmények 1741-ben
A svéd főparancsnok, Lewenhaupt tábornok csak két hónapos késéssel ért Finnországba, addig helyettese Henrik Magnus von Buddenbrock volt. Bár az előkészületekre sok idő állt rendelkezésre, a mozgósítható finnországi haderő csak 18 000 főt tett ki. Az orosz határnál két, egyenként 3-5 ezer fős hadtest helyezkedett el. Az első Villmanstrand mellett Carl Henrik Wrangel parancsnoksága alatt, a másik mintegy hat mérföld távolságban az élén von Buddenbrock tábornokkal. A városi helyőrség nem haladta meg az 1100 katonát.
Míg a svédek a főparancsnok érkezésére vártak, a szembenálló orosz hadsereg, a tapasztalt Peter von Lacy tábornagy vezetésével Viborgból Villmanstrand felé indult. Augusztus 23-án mintegy 9900 katonájával rátámadt Wrangel táborára, melyet a városi helyőrség ágyúi is fedeztek. A 3500 (más források szerint 5200) svéd makacsul védekezett és az oroszok kénytelenek voltak hátrálni, ám Lacy ekkor a lovasságával oldalba támadta a védekezőket, és a sikerült kivetnie őket előnyös pozíciójukból és elfoglalták az ütegeiket is. Lacy ekkor egy dobost küldött a városhoz, hogy a megadásukat követelje, akit azonban lelőttek. Az oroszok ezután rohammal bevették Villmanstrandot és 1250 svéd katonát ejtettek foglyul, köztük magát Wrangelt is. Az orosz veszteség mintegy 500 fő volt. A várost felgyújtották, lakosait Oroszországba deportálták, Lacy pedig ezután ezután visszatért orosz területre. Mindeközben von Buddenbrock a táborában maradt, mert nem hitte el, hogy az oroszok tényleg támadnak.
A tíz nappal később megérkező Lewenhaupt vízen és szárazon koordinált támadást akart indítani Viborg ellen, de Aron Sjöstierna tengernagy (aki Rajalint váltotta le) a járvány miatt megtagadta a részvételt és szeptember 22-én visszatért Svédországba (a flotta egy másik része október 27-én tért haza, de a hadműveletekben ők sem vettek részt). A szárazföldi hadmozdulatok is elakadtak és ősz végén mindkét hadsereg téli szállásra tért. Novemberben azonban Lewenhaupt meglepetésszerűen 6000 gyalogost és 450 dragonyost küldött Viborg felé, és Karéliában is több kisebb csapattal átkeltek a határon. A hírek hallatán a cári udvar kiadta a parancsot a szentpétervári gárdaezredeknek az északra vonulásra. Ezt az alkalmat használta ki Jelizaveta Petrovna, aki november 25-én a preobrazsenszkiji gárdaezred élére állva letartóztatta a gyermek cárt és szüleit és I. Erzsébet néven maga ült a trónra. Az újdonsült cárnő leállította a hadmozdulatokat és decemberben fegyverszünetet kötött a svédekkel, de egyáltalán nem adta át nekik korábbi balti területeiket, mint ahogyan ígérte.

## Harci cselekmények 1742-ben
1742 februárjában az oroszok felmondták a fegyverszünetet, de a kemény tél miatt jelentékeny hadmozdulatokra nem került sor, csak kozákok portyáztak a határvidéken, akiket sokszor a helyi lakosság vert vissza. Márciusban megpróbálták a jégen át megközelíteni Fredrikshamn kikötőjét, de a rossz időjárás miatt vissza kellett fordulniuk. Erzsébet cárnő kiadott egy manifesztumot, melyben felszólította a finneket, hogy ne segítség a svédeket az igazságtalan háborúban és segítséget ígért, ha ki akarnák kiáltani a függetlenségüket. A svéd hadsereg állományának igen jelentős része a finnek közül került ki, voltak olyan csapatok a svéd hadseregben, amelyek kizárólag finnekből álltak. Leginkább az oroszok elleni háborúkban küzdöttek finn katonák.
Lewenhaupt megpróbált vízi támogatást szerezni tervezett Viborg elleni tavaszi támadásához, de a flottaparancsnok ezt megtagadta arra való hivatkozással, hogy parancsa szerint Reval és Helsingfors közötti kell járőröznie. A főflotta június 3-án érkezett meg 15 sorhajóval, 5 fregattal és 25 evezős gályával. Szemben az előző évvel, amikor az orosz Balti Flotta a hajók rossz állapota miatt alig hagyta el a kikötőjét, most ő is felvonult 12 sorhajóval és 45 gályával. Tengeri ütközetre vagy különösebb tevékenységre egyik fél részéről sem került sor, ezért később az orosz parancsnokot, Misukov altengernagyot le is váltották és vizsgálatot indítottak ellene.
A szárazföldön újból az oroszok vették át a kezdeményezést: Peter von Lacy 30 000 emberrel június 13-án átlépte a határt és Fredrikshamn felé indult. A svédek kiürítették és felgyújtották az erődöt, majd visszavonultak Helsingfors irányába. Az orosz csapatok követték őket, útközben megszállva a közbeeső erődöket, melyek alig, vagy egyáltalán nem mutattak ellenállást. Lacy augusztusban Helsingforsnál utolérte a svédeket és elvágta a nyugati menekülési útvonalukat, ugyanakkor az orosz flotta is megakadályozta a tenger felőli felmentésüket. Még mielőtt a várost teljesen körbezárták volna, Lewenhauptot és von Buddenbrockot a Riksdag Stockholmba rendelte, hogy számot adjanak eddigi tevékenységükről. A helyükre kinevezett Jean Louis Bousquet augusztus 24-én aláírta a körbevett hadsereg kapitulációját, melyben kötelezettséget vállalt, hogy a tüzérségét és minden készletét hátrahagyva visszatér Svédországba. Augusztus 26-án az oroszok bevonultak Helsingforsba, és hamarosan megszállták egész Dél- és Közép-Finnországot, valamint az Åland-szigeteket.
Lewenhauptot és Buddenbrockot Stockholmba érkezésükkor letartóztatták és börtönbe vetették: bíróság elé kerültek és a következő évben mindkettejüket lefejezték.

## Harci cselekmények 1743-ban

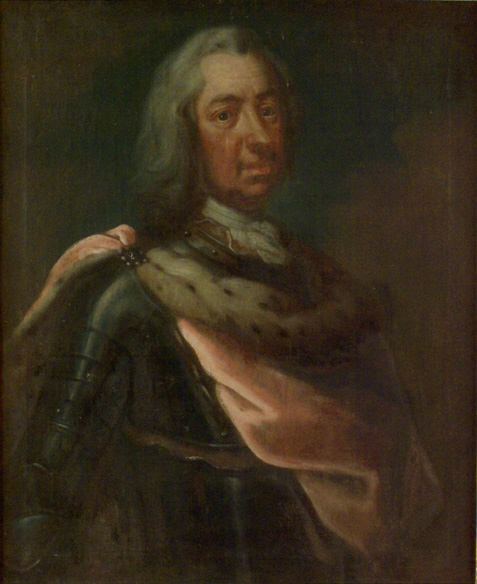
Charles Emil Lewenhaupt.

A svédek 1743 márciusában visszafoglalták Ålandot és májustól egy 16 sorhajóból és 5 fregattból álló flotta vette blokád alá Finnország délnyugati partvonalát. Azonban még mielőtt még megérkeztek volna egy orosz gálya- és naszádflotta elhagyta Hangö vonalát az Åland-szigetek felé. A svéd sekély vízi naszádok rátámadtak, de visszaverték őket. A blokád a későbbiekben is zavarta az orosz manővereket, míg június 7-én Golovin admirális nyílt vízi flottájával maga után vonva a svéd hajóhadat, lehetővé nem tette a naszádoknak hogy átkeljenek a szigetekhez és ezzel olyan nyomasztó tengeri fölényt ért el, hogy a svéd flotta feladta a blokádot és visszavonult Ålandtól nyugatra.

## Az åboi béke
Ernst Nolken, volt szentpétervári svéd követ már 1742 tavaszán javasolta a béketárgyalások megkezdését, de a cárnő nem fogadta el a franciák részvételét a tárgyalásokon. A tárgyalások végül 1743 januárjában kezdődtek meg Åbo városában. A svéd felet Nolken, az oroszt Alekszandr Rumjancev tábornok képviselte. Az előzetes békeszerződést június 17-én írták alá, melyben a svédek kötelezték magukat, hogy a törvényes örökössel nem rendelkező I. Frigyes után Adolf Frigyes holstein-gottorpi herceg (az orosz trónörökös, III. Péter nagybátyja) örökli a trónt. Ezen felül nyugatabbra tolták a svéd-orosz határt a Kymi-folyóig, és Fredrikshamn orosz fennhatóság alá került. Június 23-án a Riksdag trónörökössé nyilvánította Adolf Frigyest és bejelentette, hogy békét kötöttek Oroszországgal. I. Erzsébet augusztus 19-én írta alá az åboi békeszerződést. Az újonnan nyert területeket a viborgi kormányzóság alá rendelték és később, 1812-ben a Finn Nagyhercegségbe integrálták.

## Fordítás
- Ez a szócikk részben vagy egészben  a(z)   Русско-шведская война (1741—1743) című orosz Wikipédia-szócikk ezen változatának fordításán alapul.  Az eredeti cikk szerkesztőit annak laptörténete sorolja fel. Ez a jelzés csupán a megfogalmazás eredetét és a szerzői jogokat jelzi, nem szolgál a cikkben szereplő információk forrásmegjelöléseként.
- Ez a szócikk részben vagy egészben  a   Russo-Swedish War (1741–43) című angol Wikipédia-szócikk ezen változatának fordításán alapul.  Az eredeti cikk szerkesztőit annak laptörténete sorolja fel. Ez a jelzés csupán a megfogalmazás eredetét és a szerzői jogokat jelzi, nem szolgál a cikkben szereplő információk forrásmegjelöléseként.